# První vláda Vlastimila Tusara
První vláda Vlastimila Tusara existovala od 8. července 1919 až do 25. května 1920 Jednalo se o první vládu tzv. Rudo-zelené koalice – rudá značí sociální demokraty (jejichž součástí byli v době této koalice i „příští“ komunisté) a socialisty, zelená agrárníky.
Vláda podala demisi po parlamentních volbách, sestavováním nové vlády pak byl pověřen opět Vlastimil Tusar. První vláda Vlastimila Tusara byla následována jeho druhou vládou.
Tato vláda zřídila 6. prosince 1919 ministerstvo pro sjednocení zákonů a organisace správy (též unifikací).

## Poměr sil ve vládě

### Poměr ministrů od července 1919
| - ČSDSD     | 4 |
| - ČsSA      | 4 |
| - SNS       | 3 |
| - ČSNS      | 3 |
| - ČSP       | 1 |
| - nezávislí | 1 |

### Poměr ministrů od dubna 1920
| - ČSDSD     | 4 |
| - ČsSA      | 4 |
| - ČSNS      | 4 |
| - SNaRS     | 2 |
| - nezávislí | 1 |

## Složení vlády
| Strana                            | Strana | Portfej                   | Ministr          | Nástup do úřadu  | Odchod z úřadu  |
| --------------------------------- | --- | ------------------------- | ---------------- | ---------------- | --------------- |
|                                   | Československá sociálně demokratická strana dělnická                                                                      | Ministerský předseda      | Vlastimil Tusar  | 8. července 1919 | 25. května 1920 |
| Ministr školství a národní osvěty | Československá sociálně demokratická strana dělnická                                                                      | Gustav Habrman            | 8. července 1919 | 25. května 1920  |                 |
| Ministr veřejných prací           | Československá sociálně demokratická strana dělnická                                                                      | Antonín Hampl             | 8. července 1919 | 25. května 1920  |                 |
| Ministr sociální péče             | Československá sociálně demokratická strana dělnická                                                                      | Lev Winter                | 8. července 1919 | 25. května 1920  |                 |
|                                   | Republikánská strana československého venkova                                                                             | Ministr vnitra            | Antonín Švehla   | 8. července 1919 | 25. května 1920 |
| Ministr financí                   | Republikánská strana československého venkova                                                                             | Cyril Horáček             | 8. července 1919 | 9. října 1919    |                 |
| Ministr financí                   | Republikánská strana československého venkova                                                                             | Kuneš Sonntág             | 9. října 1919    | 25. května 1920  |                 |
| Ministr pošt a telegrafů          | Republikánská strana československého venkova                                                                             | František Staněk          | 8. července 1919 | 25. května 1920  |                 |
| Ministr zemědělství               | Republikánská strana československého venkova                                                                             | Karel Prášek              | 8. července 1919 | 25. května 1920  |                 |
| Ministr výživy lidu               | Republikánská strana československého venkova                                                                             | Kuneš Sonntag (správce)   | 1. dubna 1920    | 25. května 1920  |                 |
|                                   | 1919: Slovenská národní strana 1919–1920: Národní republikánská strana rolnická 1920: Slovenská národní a rolnická strana | Ministr unifikací         | Milan Hodža      | 8. července 1919 | 25. května 1920 |
| Ministr zdravotnictví             | 1919: Slovenská národní strana 1919–1920: Národní republikánská strana rolnická 1920: Slovenská národní a rolnická strana | Vavro Šrobár              | 8. července 1919 | 25. května 1920  |                 |
| Ministr pro správu Slovenska      | 1919: Slovenská národní strana 1919–1920: Národní republikánská strana rolnická 1920: Slovenská národní a rolnická strana | Vavro Šrobár              | 8. července 1919 | 25. května 1920  |                 |
| Ministr výživy lidu               | 1919: Slovenská národní strana 1919–1920: Národní republikánská strana rolnická 1920: Slovenská národní a rolnická strana | Fedor Houdek              | 8. července 1919 | 1. dubna 1920    |                 |
|                                   | Československá strana socialistická                                                                                       | Ministr národní obrany    | Václav Klofáč    | 8. července 1919 | 25. května 1920 |
| Ministr železnic                  | Československá strana socialistická                                                                                       | Jiří Stříbrný             | 8. července 1919 | 17. září 1919    |                 |
| Ministr železnic                  | Československá strana socialistická                                                                                       | Emil Franke (správce)     | 17. září 1919    | 25. května 1920  |                 |
| Ministr obchodu                   | Československá strana socialistická                                                                                       | Ferdinand Heidler         | 8. července 1919 | 25. května 1920  |                 |
|                                   | Československá strana pokroková (od 1920 Československá strana socialistická)                                             | Ministr spravedlnosti     | František Veselý | 8. července 1919 | 25. května 1920 |
|                                   | Nestraničtí ministři | Ministr zahraničních věcí | Edvard Beneš     | 8. července 1919 | 25. května 1920 |